# Talmessita
La talmessita es un mineral, arseniato hidratado de calcio y magnesio, descrito como una nueva especie mineral a partir de ejemplares encontrados en la mina Talmessi, en el distrito de Anarak, provincia de Isfahán (Irán), que consecuentemente es su localidad tipo. El nombre deriva del de la localidad del hallazgo.

## Propiedades físicas y químicas
La talmessita, cuando tiene una composición correspondiente a la fórmula ideal, es incolora o blanca, aunque la gran mayoría de los ejemplares encontrados tienen un color rosado más o menos intenso, debido a la presencia de cobalto. Es un miembro del grupo de la fairfieldita, y forma una serie isomorfa con la anortorroselita (conocida anteriormente como β-roselita), con cobalto en lugar de magnesio. También forma  una serie con la gaitita, con zinc substituyendo al magnesio, con la niqueltalmessita, con níquel como substituyente y con parabrandtita con manganeso. Su composición química es muy variable, ya que puede presentar pequeñas cantidades de los elementos ya citados, además de hierro, substituyendo al magnesio. Es dimorfa con la wendwilsonita, que es monoclínica. Se encuentra generalmente como microcristales, asociada a otros arseniuros, especialmente eritrina, cobaltaustinita y austinita.

## Yacimientos
La talmessita es un mineral raro, que se ha encontrado fundamentalmente como un producto de alteración de los arseniuros de cobalto de las provincias de Uarzazat y Zagora, en Marruecos. En la mina Torrecillas,  en salar Grande, Iquique (Chile), se ha encontrado talmessita asociada a un conjunto de minerales varios de los cuales ( camanchacaíta, chinchorroíta, espadaíta, magnesiofluckita, picaíta y riosecoíta) resultaron ser nuevas especies, descritas en 2019. En España se ha encontrado en la mina Cogolla Alta, Belalcázar (Córdoba).